# Lumières d'Afrique

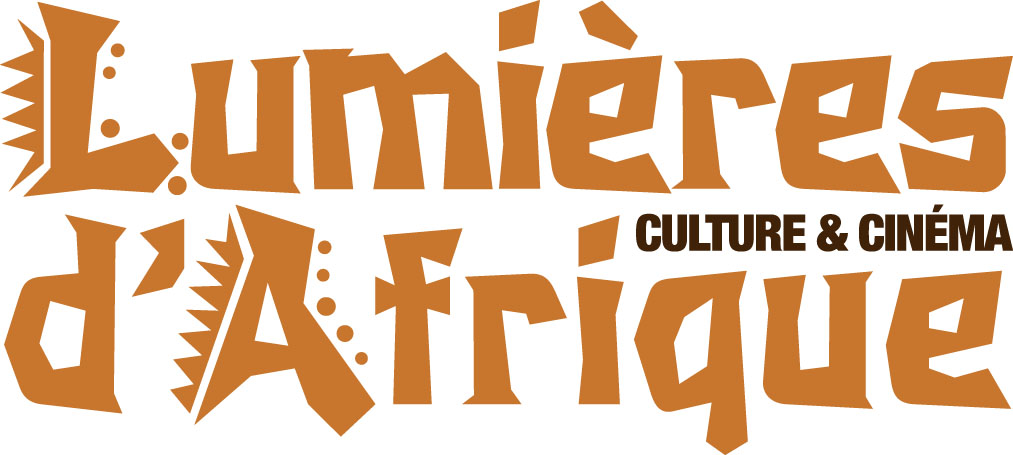
logo de Lumières d'Afrique

Le festival Lumières d'Afrique, festival des cinémas d'Afrique de Besançon, a fêté sa treizième édition en 2013. 

## Historique
Il est né en 1996 d'un ensemble d'associations de ressortissants et de structures en lien avec le continent africain,,,.
Depuis 2003, le festival « Lumières d'Afrique » se déroule annuellement à Besançon, ville natale des frères Lumière et de Victor Hugo. Ce festival attendu doit son existence aux bénévoles qui l'animent et à l'APACA (Association pour la Promotion des Arts et des Cultures d'Afrique), association porteuse du projet. En 2012, 8 300 participants ont répondu aux rendez-vous,.
Il n'y a pas eu d'édition en 2020 en raison de la pandémie du Covid-19, mais des films ont été labellisés Lumières d’Afrique 2020. En 2021, pour les mêmes raisons, l'évènement est simplifié, pas de salles, pas de compétition,. Le retour à la normale se fait en 2022 avec des projections, une compétition, des rencontres festives, des soirées et des conférences.

## Déroulement
Le festival « Lumières d'Afrique » propose trois compétitions avec cinq sections : 
Longs métrages de fiction - Compétition : Coup de cœur du Public, Prix du jury Lycéens et apprentis au cinéma Région Franche-Comté et Prix du Jury Signis
/ Courts métrages de fiction - Compétition : Prix du jury de la diaspora africaine de Besançon
Documentaires - Compétition - Prix Eden du documentaire
/ Les écrans blancs : Il s'agit d'un espace ouvert à des associations militantes de Besançon, en lien avec le continent africain.
/ Mémoires d'Afrique : Retour sur la première œuvre de fiction cinématographique issue d'un pays d'Afrique par un réalisateur national.
Le festival « Lumières d'Afrique » propose également : 
« Afrimômes » : du cinéma, du spectacle et des rencontres pour les plus jeunes.
/ « Vues d'Afrique » : une exposition proposée par des photographes amateurs de Besançon.
/ Une soirée Docu Concert
/ Un Bivouac, composé d'une librairie et une DVDthèque, en partenariat avec la librairie « Les Sandales d'Empédocle » et « La médiathèque des 3 mondes », de Paris.
Avant chaque projection, les ressortissants issus du pays d'où provient le film présentent ce pays et remettent ainsi l’œuvre dans son contexte. À l'issue de la projection, des débats ou interventions sont organisés entre les spectateurs et différents intervenants. Le festival sert également à faire connaître des films discrets qui n'auraient pas été remarqués sinon (comme Abandon de poste et bien d'autres encore).